# Freestyle vid olympiska vinterspelen 2010

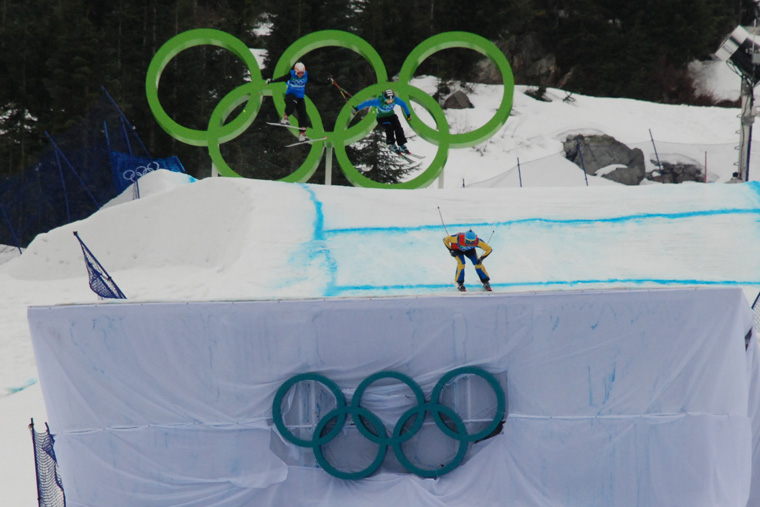
Skicross blev 2010 olympisk gren.

Freestyleskidåkning under de olympiska vinterspelen 2010 i Vancouver avgjordes vid Cypress Mountain. Grenarna genomfördes mellan den 13 och den 25 februari 2010 och inkluderade den nya olympiska grenen skicross.

## Program
Alla tider anges i lokal tid (PST). Lägg till nio timmar för centraleuropeisk tid (CET).
| Dag | Datum                    | Start | Slut  | Gren                 | Fas   |
| --- | ------------------------ | ----- | ----- | -------------------- | ----- |
| 2   | Lördag 13 februari 2010  | 16:30 | 17:30 | Damernas puckelpist  | Kval  |
| 2   | Lördag 13 februari 2010  | 19:30 | 20:30 | Damernas puckelpist  | Final |
| 3   | Söndag 14 februari 2010  | 14:30 | 15:30 | Herrarnas puckelpist | Kval  |
| 3   | Söndag 14 februari 2010  | 17:30 | 18:30 | Herrarnas puckelpist | Final |
| 9   | Lördag 20 februari 2010  | 10:00 | 11:30 | Damernas hopp        | Kval  |
| 10  | Söndag 21 februari 2010  | 09:15 | 10:15 | Herrarnas skicross   | Kval  |
| 10  | Söndag 21 februari 2010  | 12:15 | 13:30 | Herrarnas skicross   | Final |
| 11  | Måndag 22 februari 2010  | 18:00 | 19:30 | Herrarnas hopp       | Kval  |
| 12  | Tisdag 23 februari 2010  | 10:30 | 11:30 | Damernas skicross    | Kval  |
| 12  | Tisdag 23 februari 2010  | 13:00 | 14:15 | Damernas skicross    | Final |
| 13  | Onsdag 24 februari 2010  | 19:30 | 20:30 | Damernas hopp        | Final |
| 14  | Torsdag 25 februari 2010 | 18:00 | 19:00 | Herrarnas hopp       | Final |

## Medaljtabell
| Pl. | Nation     | Guld | Silver | Brons | Totalt |
| --- | ---------- | ---- | ------ | ----- | ------ |
| 1   | Kanada     | 2    | 1      | 0     | 3      |
| 2   | USA        | 1    | 1      | 2     | 4      |
| 3   | Australien | 1    | 1      | 0     | 2      |
| 4   | Belarus    | 1    | 0      | 0     | 1      |
| 4   | Schweiz    | 1    | 0      | 0     | 1      |
| 6   | Kina       | 0    | 1      | 2     | 3      |
| 7   | Norge      | 0    | 1      | 1     | 2      |
| 8   | Österrike  | 0    | 1      | 0     | 1      |
| 9   | Frankrike  | 0    | 0      | 1     | 1      |
|     | Totalt     | 6    | 6      | 6     | 18     |

## Medaljsummering

### Herrar
| Gren                   | Guld                      | Guld                   | Silver                     | Silver                 | Brons                | Brons                |
| Puckelpist Detaljer... | Alexandre Bilodeau Kanada | 26,75                  | Dale Begg-Smith Australien | 26,58                  | Bryon Wilson USA     | 26,08                |
| Hopp Detaljer...       | Aljaksej Hrysjyn Belarus  | 248,41                 | Jeret Peterson USA         | 247,21                 | Liu Zhongqing Kina   | 242,53               |
| Skicross Detaljer...   | Michael Schmid Schweiz    | Michael Schmid Schweiz | Andreas Matt Österrike     | Andreas Matt Österrike | Audun Grønvold Norge | Audun Grønvold Norge |

### Damer
| Gren                   | Guld                     | Guld                   | Silver               | Silver               | Brons                      | Brons                      |
| Puckelpist Detaljer... | Hannah Kearney USA       | 26,63                  | Jennifer Heil Kanada | 25,69                | Shannon Bahrke USA         | 25,43                      |
| Hopp Detaljer...       | Lydia Lassila Australien | 214,74                 | Li Nina Kina         | 207,23               | Guo Xinxin Kina            | 205,22                     |
| Skicross Detaljer...   | Ashleigh McIvor Kanada   | Ashleigh McIvor Kanada | Hedda Berntsen Norge | Hedda Berntsen Norge | Marion Josserand Frankrike | Marion Josserand Frankrike |